# Station Terborg
Station Terborg (afkorting: Tbg) is een spoorwegstation in Terborg (Nederlandse provincie Gelderland) aan de spoorlijn Arnhem - Winterswijk. Het station, gebouwd door de Geldersch-Overijsselsche Lokaalspoorweg-Maatschappij en van het type GOLS groot, werd geopend op 15 juli 1885.
Ieder halfuur stopt hier de stoptrein Arnhem – Winterswijk (gereden door Arriva). Het station heeft ook een bushalte. Hier stoppen streekbus 40 (Doetinchem - Dinxperlo), buurtbus 195 (Terborg - Megchelen) en buurtbus 197 (Terborg - 's-Heerenberg).
| Serie       | Treinsoort         | Route                                                | Bijzonderheden |
| ----------- | ------------------ | ---------------------------------------------------- | --- |
| 30900 RS 32 | Stoptrein (Arriva) | Arnhem Centraal – Doetinchem – Terborg – Winterswijk | Rijdt op zondag ochtend slechts 1x per uur richting Winterswijk. Vormt dan tussen Arnhem en Terborg een 30 minuten dienst met 36900. Op zondag ochtend begint de rit richting Arnhem 1x per uur in Winterswijk en 1x per uur in Terborg. Verzorgt samen met Hermes (die onder de naam brengdirect rijdt) doordeweeks tot 20:00 uur een kwartierdienst tussen Arnhem en Doetinchem. |
| 36900 RS 32 | Stoptrein (Arriva) | Arnhem Centraal – Doetinchem – Terborg               | Rijdt op zondagochtend 1 keer per uur richting Terborg. Vormt dan tussen Arnhem en Terborg een 30 minuten dienst met 30900. Rijdt niet op maandag tot en met zaterdag. Rijdt niet richting Arnhem. |

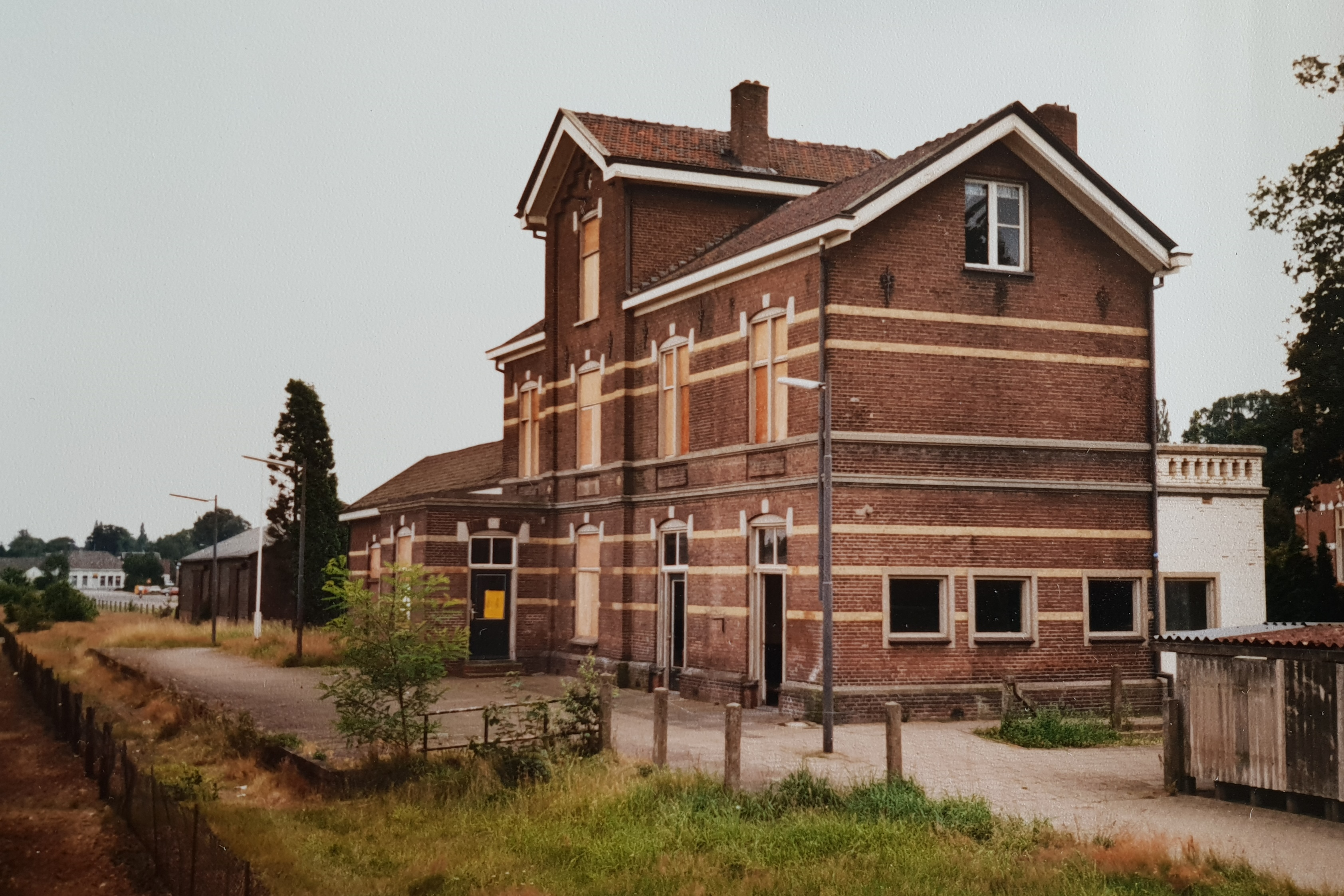
Station Terborg in augustus 1988

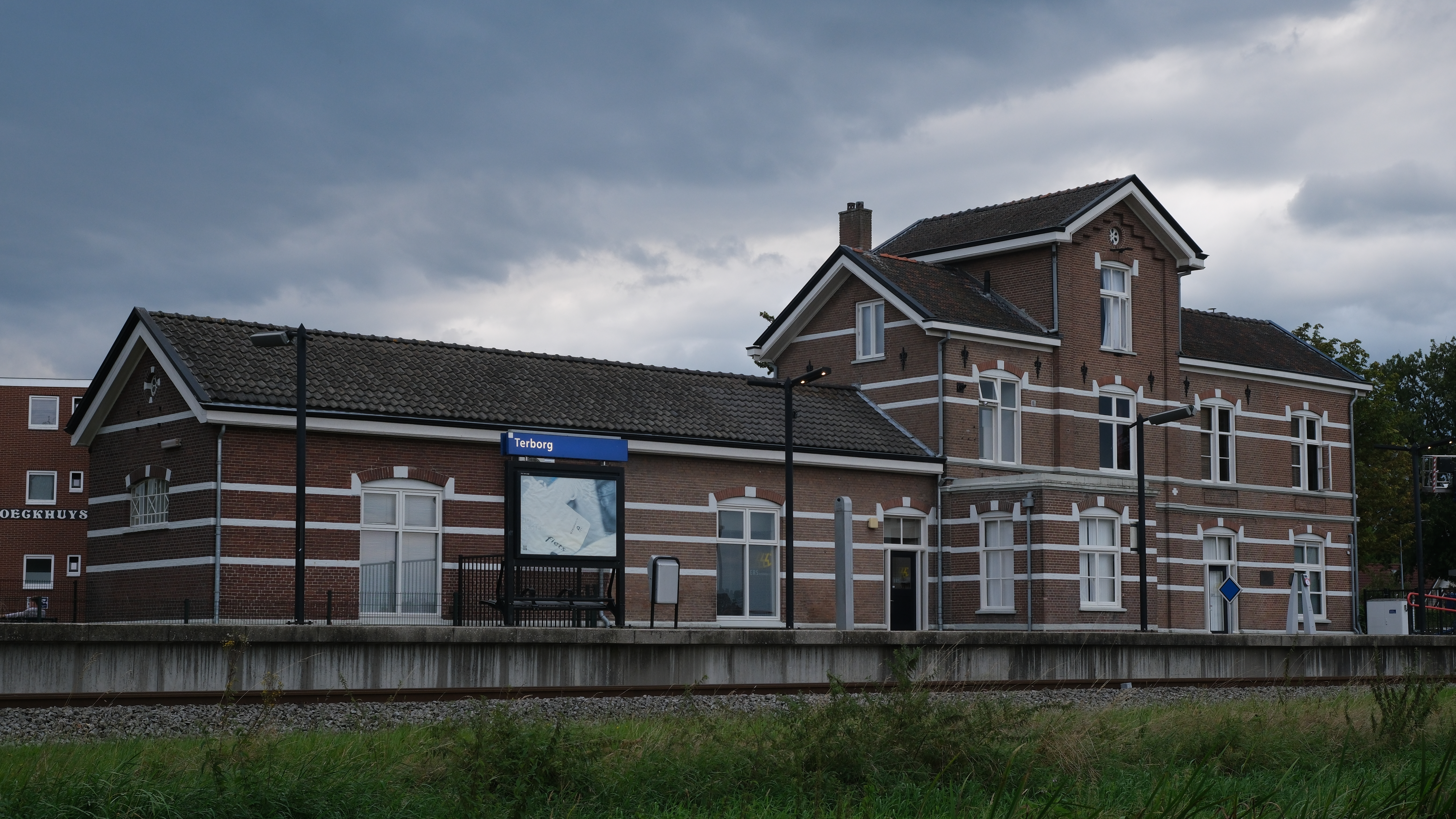
Vanuit het noorden gezien

Het stationsgebouw aan de Stationsweg dateert uit 1883, bestond aanvankelijk uit twee verdiepingen en functioneerde in het begin ook als woning voor de stationschef. Naast het station stond een goederenloods. Het hoofdgebouw en de loods werden in 1916 uitgebreid en er kwam een vestibule bij, alles conform de oorspronkelijke architectuur.
In 1987 stond het stationsgebouw leeg. De NS wilde het gebouw laten slopen, omdat er door jongeren regelmatig vernielingen werden aangericht. De directeur van het Terborgse organisatiebureau Maran bv, wist samen met de voorzitter "Behoud van Nederlandse Stationsgebouwen" echter het gebouw van de ondergang te redden. In 2006 kochten zij het van NS. Met investeringen werd het stationsgebouw vervolgens volledig gerenoveerd en ging dienstdoen als kantoor voor Maran bv. Op de eerste en tweede verdieping werd een appartement gesitueerd. Thans huisvest het een architectenbureau en woongedeelte. Een fietsenstalling en een gering aantal parkeerplaatsen zijn aanwezig.

## Afbeeldingen

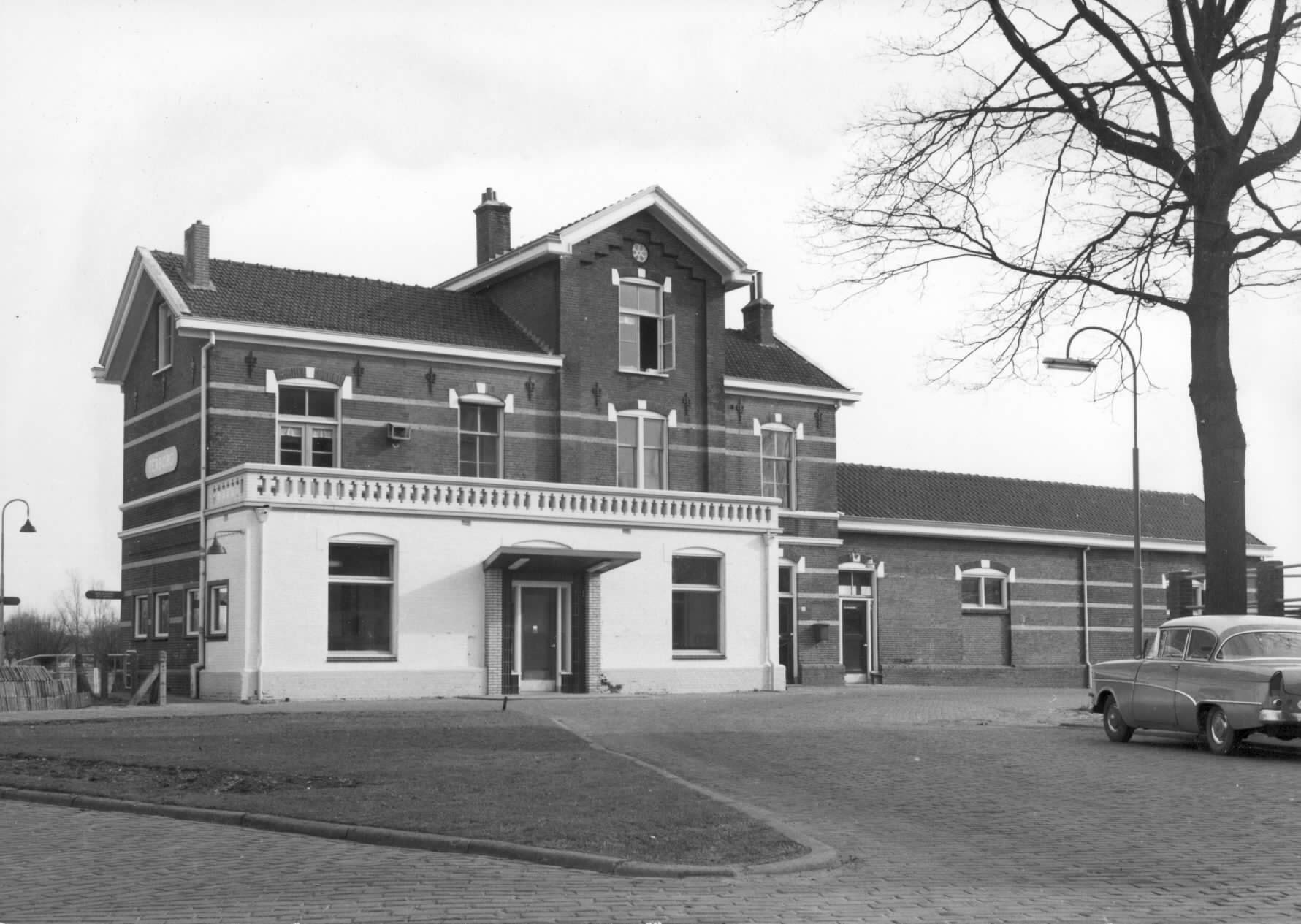
Station in 1966
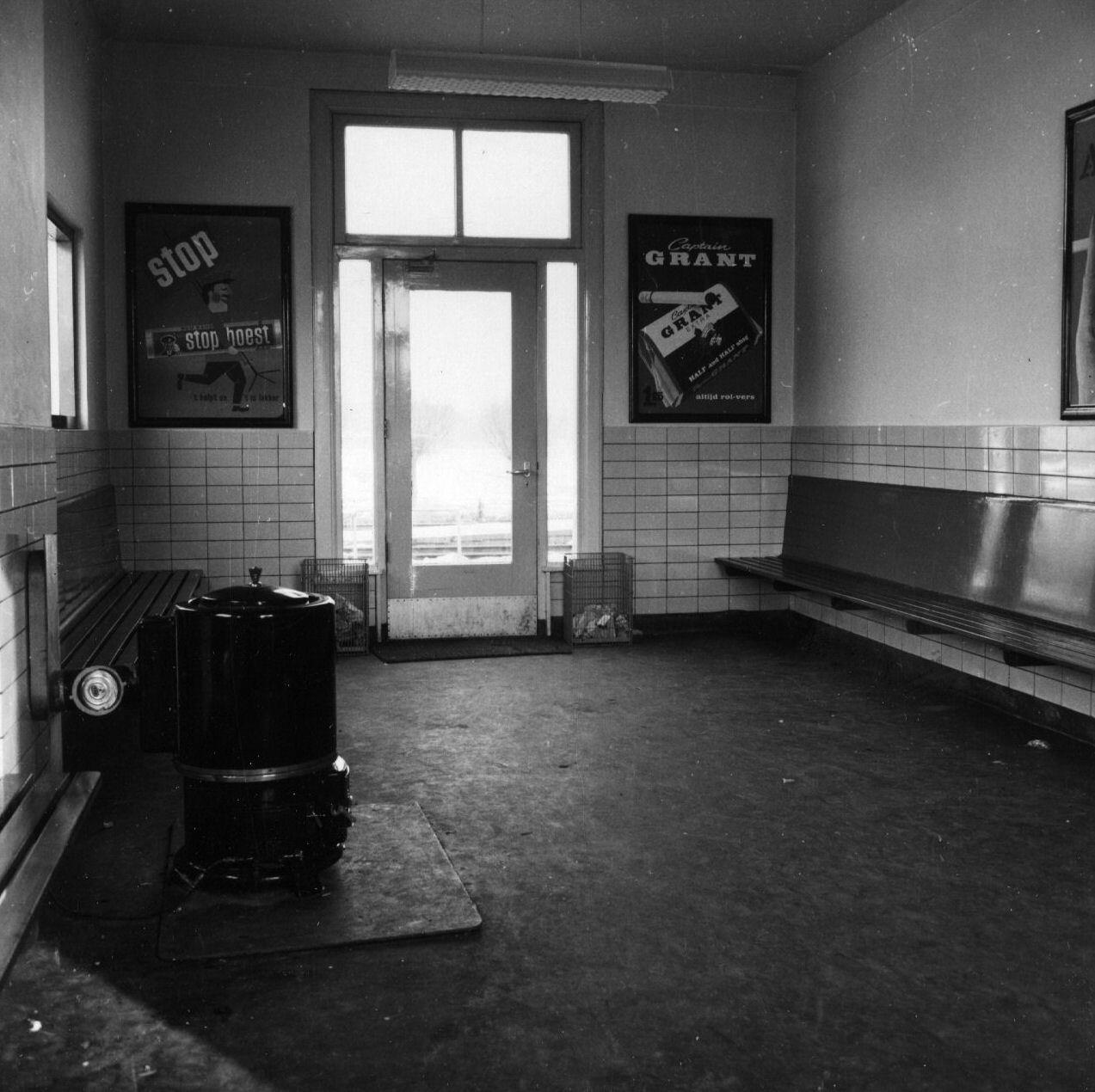
Wachtkamer
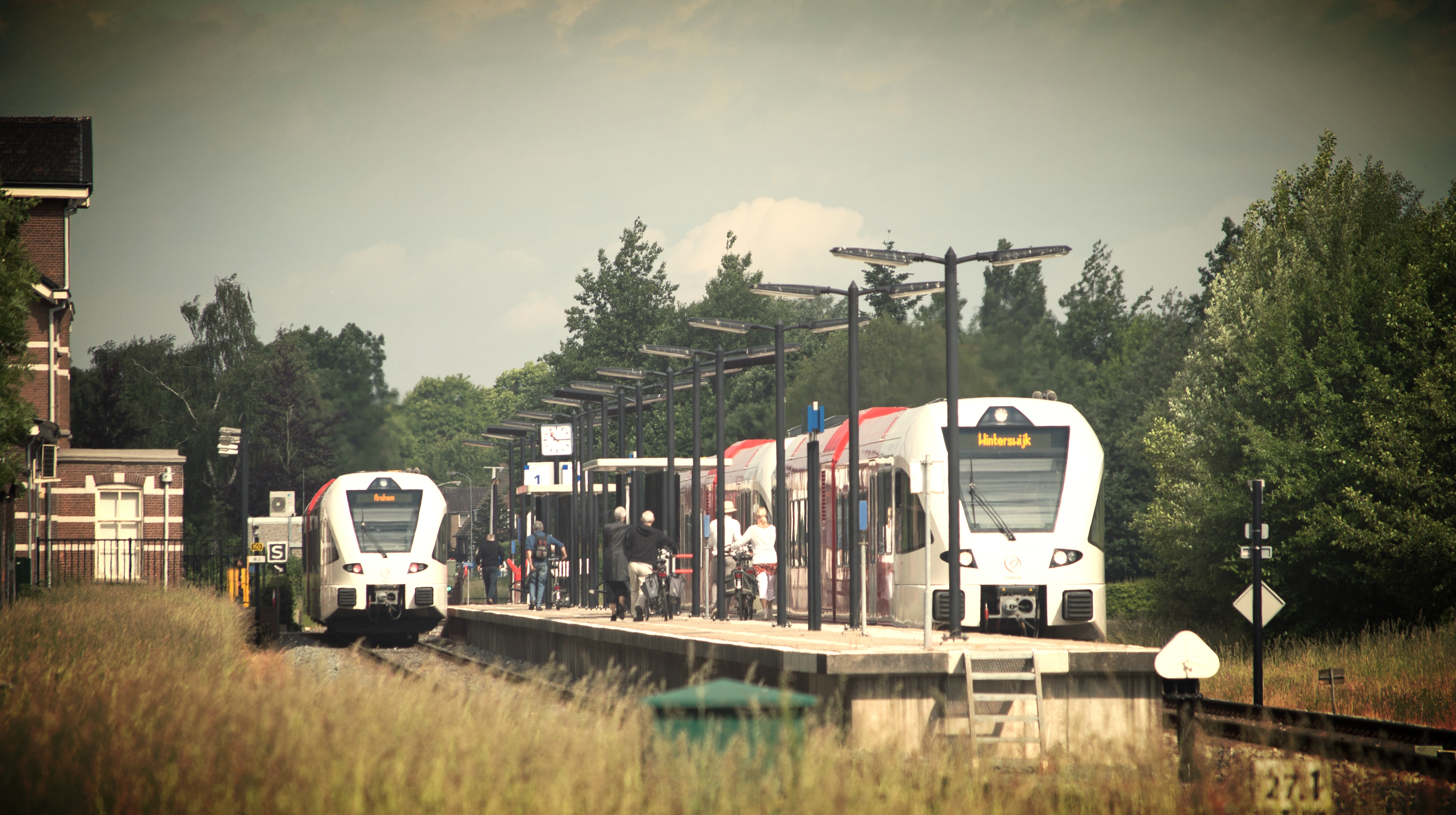
Twee Arriva GTW's op het station
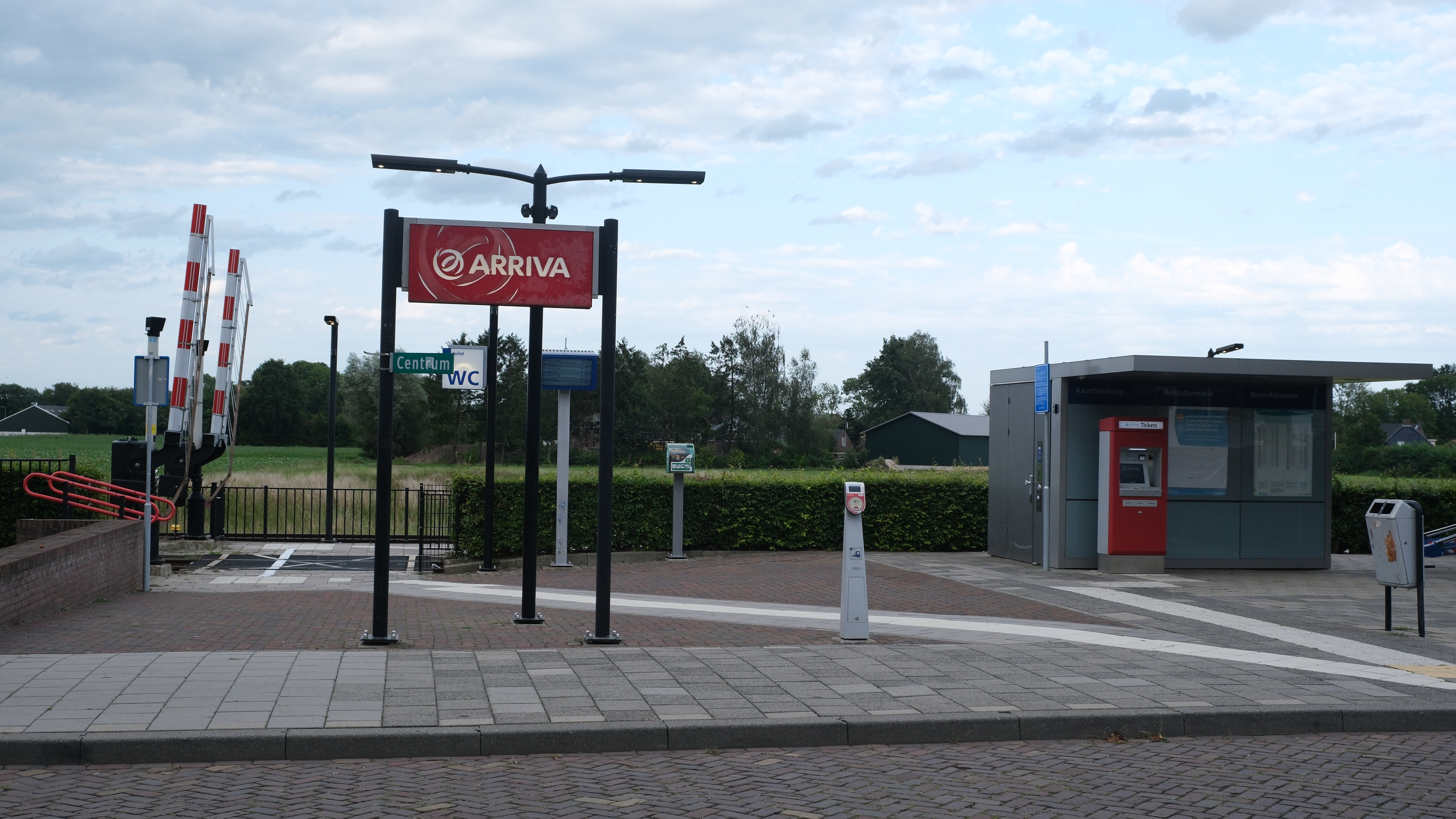
Station in 2024
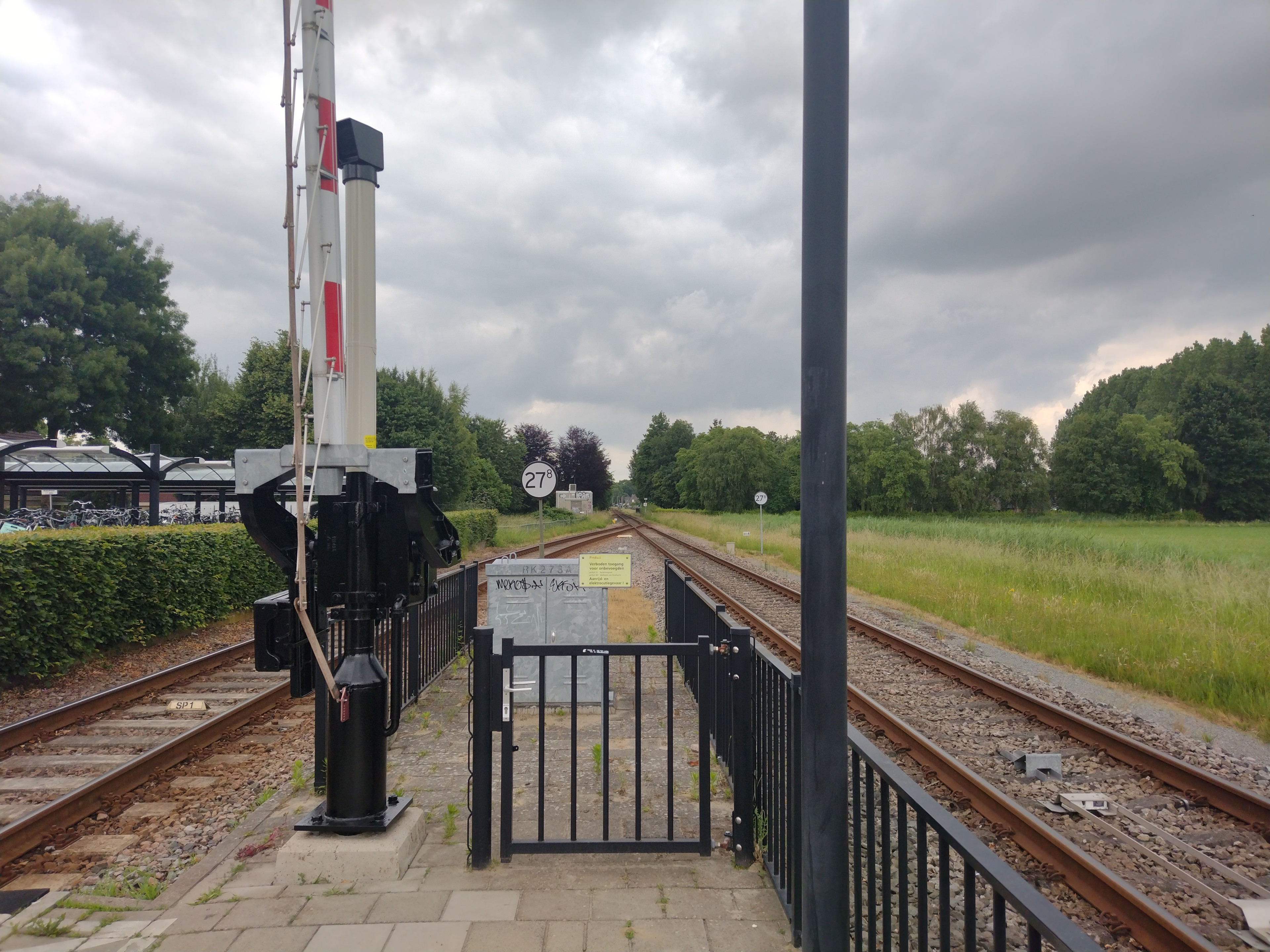
Sporen bij het station